# Echtzeit-Bruttoabwicklungssystem
Echtzeit-Bruttoabwicklungssystem (englisch Real Time Gross Settlement, RTGS) ist im Bankwesen ein Zahlungsverkehrssystem für das Settlement von Transaktionen zwischen Finanzinstitutionen, insbesondere Kreditinstituten. Dabei werden alle Transaktionen bereits zum Zeitpunkt ihres Entstehens verarbeitet und unverzüglich abgewickelt.

## Allgemeines
RTGS-Zahlungen sind so genannte Push-Zahlungen, die vom Zahlenden initiiert („angestoßen“) werden. RTGS-Systeme werden in den meisten Ländern für so genannte Großbetragszahlungen, also für Transaktionen von hohem Volumen (Wert), eingesetzt. In einigen Ländern wie Schweiz, Tschechien oder Türkei wickeln die jeweiligen RTGS-Systeme auch Massenzahlungen (Kleinbetragszahlungen) aus Lastschriftverfahren und dem Kartengeschäft ab.
Im Wertpapiergeschäft ist ein RTGS-System als ein Bruttoabwicklungssystem definiert, bei dem weder auf der Wertpapier- noch auf der Geldseite Netting, eine Verrechnung von Gegenforderungen, stattfindet.
Da das Clearing und Settlement in einem RTGS-System unverzüglich, final und unwiderruflich erfolgt, haben die Marktteilnehmer volle Sicherheit über die eingegangenen Buchgelder. Damit werden Kreditrisiken durch Verzögerungen in der Abwicklung (englisch settlement risks) eliminiert. Die Einführung von RTGS-Systemen weltweit wird hauptsächlich von den Zentralbanken forciert, die für die Stabilität des Finanzsystems sorgen. Ein Versagen bei der Zahlungsabwicklung ist ein Systemrisiko, welches weit verbreitete Liquiditäts- oder Kreditprobleme auslösen und damit die Stabilität des Finanzsystems oder sogar der gesamten Wirtschaft gefährden kann.
TARGET2, an dem 26 der 28 Notenbanken der Europäischen Union im Rahmen des Europäischen Systems der Zentralbanken (ESZB) angeschlossen sind, ist das größte RTGS-System in Europa. Am 19. November 2007 löste es in Deutschland das RTGSplus-Verfahren der Deutschen Bundesbank ab.
Fedwire ist das RTGS-System der Federal Reserve Bank (FRB), der Zentralbank der Vereinigten Staaten, für die Zahlungsabwicklung in US-Dollar.

## Existierende Systeme
Anbei eine Auflistung der Länder und ihrer RTGS Systeme:
- Albanien – AECH, RTGS
- Angola – SPTR, (Sistema de pagamentos em tempo real)
- Aserbaidschan – AZIPS (Azerbaijan Interbank Payment System)
- Australien – RITS (Reserve Bank Information and Transfer System)
- Bangladesch – RTGS (Bangladesh Bank Payment Service Division)
- Barbados – Central Bank Real Time Gross Settlement System (CBRTGS)
- Bosnien und Herzegowina – RTGS
- Belarus – BISS (Belarus Interbank Settlement System)[1]
- Bulgarien – RINGS (Real-time INterbank Gross-settlement System)
- Brasilien – STR (Sistema de Transferência de Reservas)
- Kanada – LVTS (Large Value Transfer System)
- China – China National Advanced Payment System (CNAPS)[2]
- Chile – LBTR/CAS (spanisch Liquidación Bruta en Tiempo Real)
- Kroatien – HSVP (kroatisch Hrvatski sustav velikih plaćanja)[3]
- Tschechien – CERTIS (Czech Express Real Time Interbank Gross Settlement System)
- Ägypten – Real Time Gross Settlement (RTGS)[4]
- Eurozone – TARGET2
- Fidschi – FIJICLEAR Payment System[5]
- Hongkong – Clearing House Automated Transfer System (CHATS)
- Ungarn – VIBER (ungarisch Valós Idejű Bruttó Elszámolási Rendszer)
- Georgien – (Georgian Payment and Securities System)[6]
- Indien – Indian settlement systems#Real-time gross settlement RTGS[7]
- Indonesien – Sistem Bank Indonesia Real Time Gross Settlement (I-RTGS)
- Iran – SATNA (سامانه تسویه ناخالص آنی, Real-Time Gross Settlement System)
- Irak – RTGS (Real Time Gross Settlement System)[8]
- Japan – BOJ-NET (Bank of Japan Financial Network System)[9]
- Jordanien – RTGS-JO[10]
- Kenia – Kenya Electronic Payment and Settlement System (KEPSS)[11]
- Südkorea – BOK-WIRE+ (The Bank of Korea Financial Wire Network, 한은금융망)
- Kuwait – KASSIP (Kuwait's Automated Settlement System for Inter-Participant Payments)
- Libanon – BDL-RTGS (Real Time Gross Settlement System)[12]
- Mazedonien – MIPS (Macedonian Interbank Payment System)[13]
- Malawi – MITASS (Malawi Interbank Settlement System)
- Malaysia – RENTAS (Real Time Electronic Transfer of Funds and Securities)
- Mexiko – SPEI (spanisch Sistema de Pagos Electrónicos Interbancarios)[14]
- Marokko – SRBM (Système de règlement brut du Maroc)[15]
- Namibia – NISS (Namibia Inter-bank Settlement System)[16]
- Neuseeland – ESAS (Exchange Settlement Account System)
- Nigeria – CIFTS (CBN Inter-Bank Funds Transfer System)
- Peru – LBTR (spanisch Liquidación Bruta en Tiempo Real)
- Philippinen – PhilPaSS[17]
- Polen – SORBNET[18] and SORBNET2[19]
- Russland – BESP system (Banking Electronic Speed Payment System)[20]
- Rumänien – ReGIS system[21]
- Saudi-Arabien – (Saudi Arabian Riyal Interbank Express) SARIE[22]
- Singapur – MEPS+ (MAS Electronic Payment System Plus)[23]
- Südafrika – SAMOS (The South African Multiple Option Settlement)
- Spanien – SLBE (Spanish: Servicio de Liquidación del Banco de España)[24]
- Sri Lanka – LankaSettle (RTGS/SSSS)[25]
- Schweden – RIX (Riksbankens system för överföring av kontoförda pengar)[26]
- Schweiz – SIC (SIX Interbank Clearing)[27]
- Taiwan – CIFS (CBC Interbank Funds Transfer System)
- Tansania – TISS (Tanzania interbank settlement system)[28]
- Thailand – BAHTNET (Bank of Thailand Automated High value Transfer Network)[29]
- Türkei – EFT (Electronic Funds Transfer – Elektronischer Zahlungsverkehr – Elektronik Fon Transferi)[30]
- Ukraine – SEP (System of Electronic Payments of the National Bank of Ukraine)[31]
- Vereinigtes Königreich – CHAPS (Clearing House Automated Payment System)[32]
- Vereinigte Staaten – Fedwire
- Uganda – UNIS (Uganda National Interbank Settlement)[33]
- Sambia – ZIPSS-Zambian Inter-bank Payment and Settlement System[34]
- Simbabwe – ZETSS-Zimbabwe Electronic Transfer and Settlement System[35]
- Vereinigte Arabische Emirate – UAEFTS UAE Funds Transfer System[36]